# Guanchia pubescens

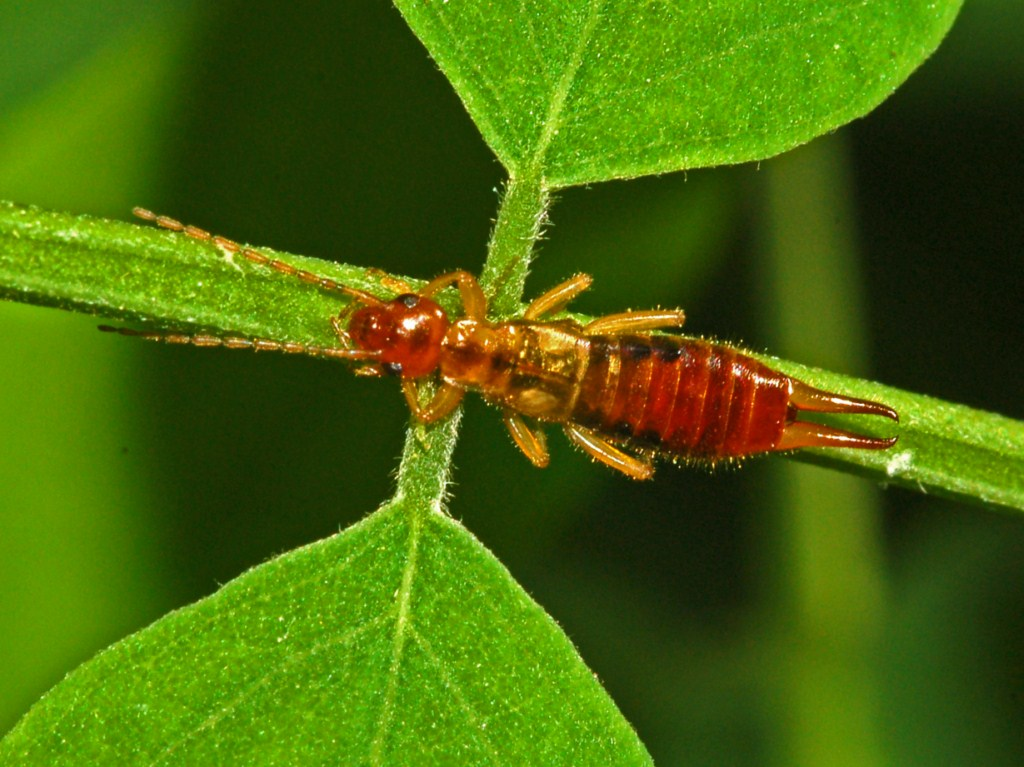
Weibchen

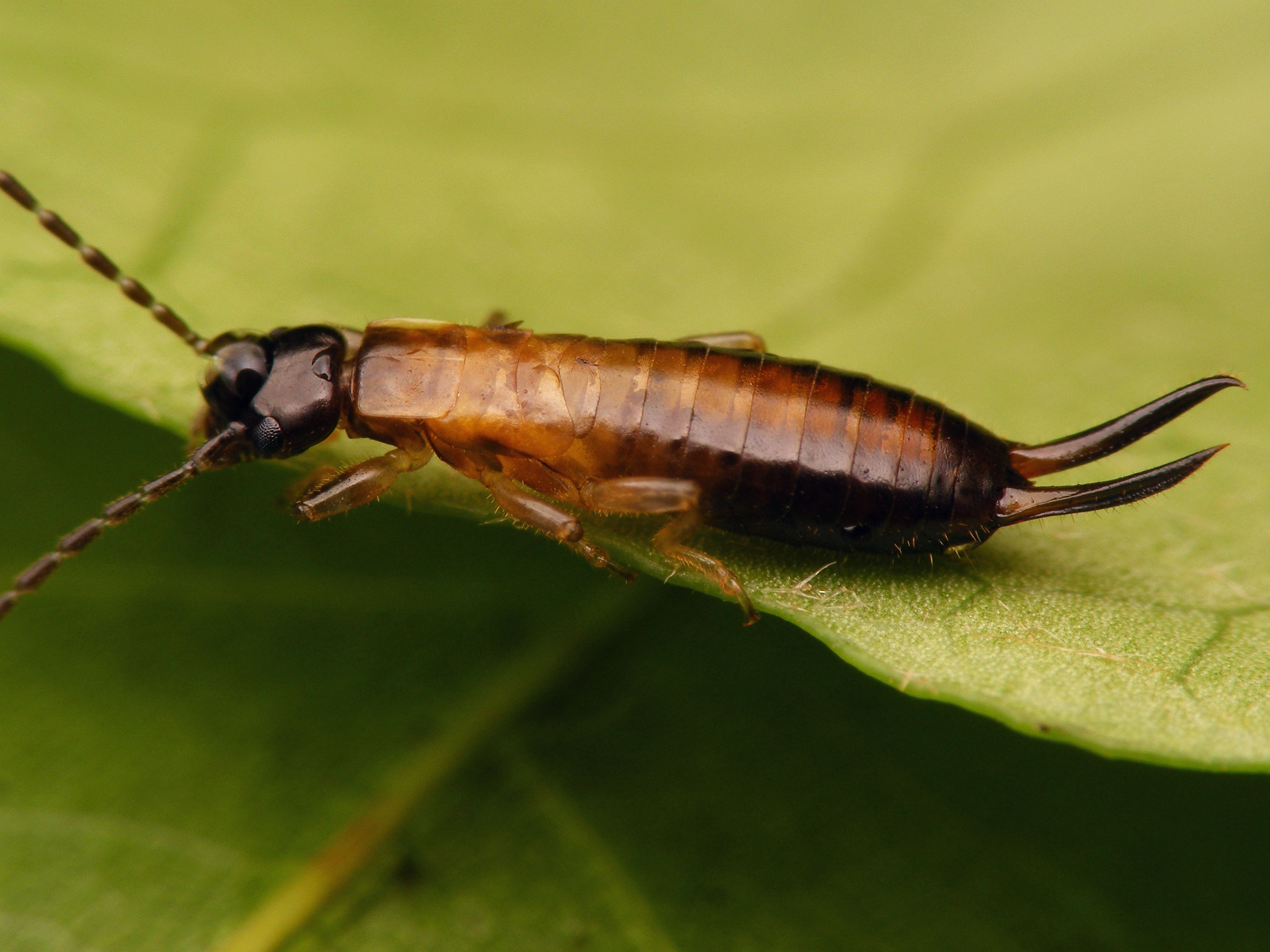
L4-Nymphe

Guanchia pubescens ist eine Art der zu den Insekten gehörenden Ohrwürmer und vor allem im westlichen Mittelmeergebiet verbreitet.

## Merkmale
Die Körperlänge der Art beträgt in beiden Geschlechtern mit Zange 10–15 mm. Guanchia pubescens weist eine sehr feine und dichte Behaarung auf, woher sich auch ihr Art-Epitheton pubescens (Pubeszenz = kurze, weiche Behaarung der Cuticula) herleitet. Jedoch sind auch ähnliche Arten wie Forficula lesnei oder der Gebüschohrwurm (Apterygida albipennis) für Ohrwürmer sehr stark behaart, in der Regel jedoch schwächer als Guanchia pubescens. Die Männchen sind an ihren auffälligen Zangen (Forceps / Cerci) erkennbar. Die Cercibasen machen etwa die Hälfte der Länge aus und enden mit einem spitzen Zahn.

### Ähnliche Arten
Die Männchen können am ehesten mit Forficula lesnei verwechselt werden, da sich sowohl die Zangen als auch die Behaarung ähneln. Jedoch endet die Zangenbasis bei F. lesnei glatt oder mit einem stumpfen Zahn, außerdem ist G. pubescens noch stärker behaart und die Zangenbasis ein kleines bisschen länger.
Von Forficula auricularia unterscheidet sich die Art durch die fehlenden Hinterflügel. Forficula decipiens ist kaum behaart und die Männchen haben kürzere Zangenbasen, die mit einem stumpfen Zahn enden.
Die Weibchen sind schwieriger zu unterscheiden. Weibchen von Apterygida albipennis haben etwas schlankere Zangen als Forficula-Arten. Von Forficula lesnei sind die Weibchen kaum zu unterscheiden.
In Südeuropa gibt es noch weitere Guanchia-Arten, wie Guanchia obtusangula und Guanchia hincksi.
Die Nymphen ähneln denen von Apterygida albipennis.

## Verbreitung
Das Verbreitungsgebiet erstreckt sich von Portugal und Spanien über Frankreich bis nach Korsika und Italien. Am häufigsten wird die Art dabei in Nordostspanien und Südfrankreich gefunden. In Westfrankreich reicht das Verbreitungsgebiet bis in die Bretagne, in Ostfrankreich reicht es nördlich bis etwa nach Valence im Rhonetal. Aus Portugal, dem größten Teil Spaniens und Italien sind nur einzelne Funde bekannt, eventuell sind diese auf Fehlbestimmungen und Verschleppungen zurückzuführen. Nach Literaturangaben ist die Art auch in Marokko und Tunesien zu finden. Angegebene Funde aus dem Iran sind auf die sehr ähnliche Art Guanchia brignolii zurückzuführen, die im östlichen Mittelmeerraum beheimatet ist.

## Lebensraum
Als Lebensraum werden Feuchtgebiete angegeben.

## Lebensweise
Die Art wird häufig auf Pflanzen gefunden. Damit gehört sie wie auch der Gebüschohrwurm zu den Arten, die weniger an das Leben in Bodennähe angepasst sind wie viele andere Ohrwürmer und stattdessen höherliegende Vegetationszonen besiedeln. In mediterranen Zitrusplantagen erschien die Art in den Baumkronen später im Jahr als Forficula auricularia. Beide Arten treten hier als Nützlinge auf, da sie sich von Schädlingsinsekten ernähren.
Die Weibchen betreiben Brutpflege. Eier werden gesäubert, bewacht und gegen Feinde verteidigt. Innerhalb der ersten 30 Tage fressen die Weibchen manche ihrer Eier, durch die Anwesenheit eines Weibchens am Gelege erhöht sich jedoch die Schlupfwahrscheinlichkeit der übrigen Eier, die nach etwa 50 Tagen schlüpfen. Während dieser Zeit zehren die Weibchen überwiegend von ihren angelegten Energiereserven, Kannibalismus an den eigenen Eiern hilft ihnen dabei vermutlich, genügend Energieressourcen zu besitzen, ohne sich vom Nest zu entfernen.

## Taxonomie
Die Art wurde 1837 von Giuseppe Gené als Forficula pubescens erstbeschrieben. Weitere Synonyme lauten Forficula setulosa Fieber, 1853 und Forficula yersini Brisout de Barneville, 1856.